# Peponactis
Peponactis is een geslacht van neteldieren uit de klasse van de Anthozoa (bloemdieren).

## Soort
- Peponactis aequatorialis Van Beneden, 1897